# 内德
内德（法語：Nedde，法語發音：[nɛd]）是法国新阿基坦大区上维埃纳省的一个市镇，位于该省东南部，属于利摩日区。

## 地理
内德（45°43'9"N, 1°49'53"E）面积52.73 平方千米，位于法国新阿基坦大区上维埃纳省，该省份为法国中西部省份，北起顺时针与安德尔省、克勒兹省、科雷兹省、多爾多涅省、夏朗德省和维埃纳省接壤。
与内德接壤的市镇（或旧市镇、城区）包括：滨湖博蒙、莱格利斯欧布瓦、福拉蒙塔涅、拉维勒迪约、埃穆捷、朗普纳、小圣阿芒。
内德的时区为UTC+01:00、UTC+02:00（夏令时）。

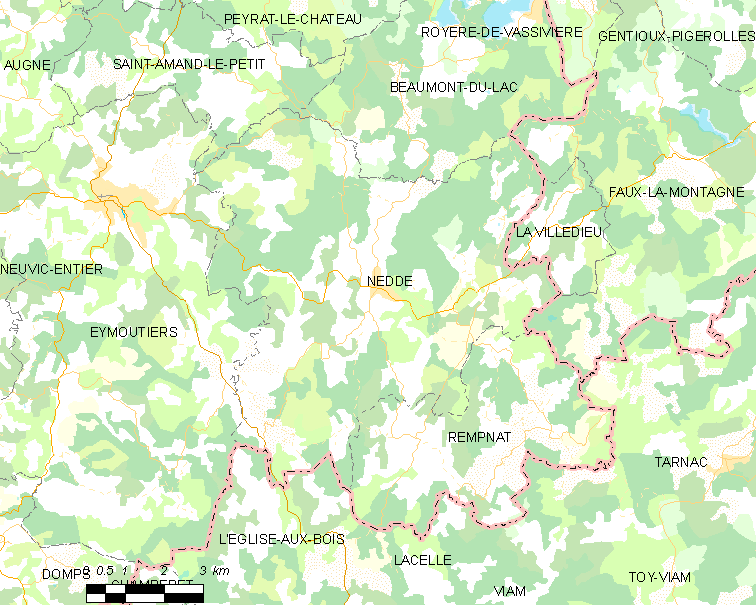
内德的OSM定位图

## 行政
内德的邮政编码为87120，INSEE市镇编码为87104。

## 政治
内德所属的省级选区为埃穆捷县。

## 交通
上维埃纳省省道D81线、D81A线、D210线和D992线在境内交汇。

## 人口

1962-2008年间内德人口变化图示

内德于2022年1月1日时的人口数量为455人。